# Antoni Kowalski (snookerzysta)
Antoni Kowalski (ur. 9 lutego 2004 w Zielonej Górze) – polski snookerzysta, trzykrotny mistrz Polski, dwukrotny drużynowy mistrz Europy, mistrz świata juniorów.

## Kariera
Pierwsze występy w profesjonalnych zawodach przypadły na luty 2014 kiedy to startował w kwalifikacjach do turnieju European Tour w Gdyni. Pierwsze sukcesy w karierze zaczął odnosić w 2019 roku. Podczas amatorskich mistrzostw świata zdobył tytuł mistrzowski do lat 16, pokonując w finale Węgra Bulcsú Révésza 4–2. Dzięki temu sukcesowi został pierwszym w historii Polakiem, który zdobył tytuł mistrza świata do lat 16 w snookerze. Na przełomie lutego i marca 2020 roku podczas mistrzostw Polski rozgrywanych w Lublinie, zdobył tytuł mistrza Polski, pokonując w finale 6–4 Mateusza Baranowskiego.
W lipcu 2020 roku wystartował w kwalifikacjach do mistrzostw świata jako jeden z zaproszonych amatorów. W zawodach przebrnął przez pierwszą rundę, pokonując 6–4 Davida Lilleya, w drugiej rundzie musiał uznać wyższość Elliota Slessora, z którym przegrał 2–6. W sierpniu 2020 roku wystartował w turniejach Q School, w których bez powodzenia walczył o status profesjonalisty.

### Sezon 2023-24
W listopadzie 2023 roku Kowalski zapewnił sobie najważniejszy tytuł w swojej karierze, pokonując w finale Rory'ego McLeoda 5-3 i zdobywając tytuł Landywood Q Tour.
W styczniu 2024 roku ponownie pokonał Baranowskiego w finale mistrzostw Polski, zdobywając swój trzeci tytuł mistrza kraju. W marcu 2024 roku dotarł do finału Mistrzostw Europy U-21 w Snookerze EBSA, w którym przegrał z Liamem Daviesem.

### Sezon 2024-25
W maju 2024 wziął udział w Q School, gdzie w drugim turnieju awansował do dalszych etapów, pokonując Jeda Manna i byłego zawodowca Jamesa Cahilla. W ostatniej rundzie zmierzył się z Anglikiem Simonem Blackwellem i zwyciężył 4-1, zapewniając sobie tym samym dwuletnią kartę do World Snooker Tour.
Swoją karierę zawodową rozpoczął w czerwcu 2024 w Championship League w Leicester, a wśród jego osiągnięć znalazł się remis 2-2 z finalistą Mistrzostw Świata Jakiem Jonesem w grupie każdy z każdym. Dotarł do trzeciej rundy turnieju Saudi Arabia Snooker Masters 2024 po zwycięstwie 4-0 nad He Guoqiangiem. We wrześniu 2024 roku pokonał Hammada Miaha podczas turnieju Northern Ireland Open 2024. W grudniu 2024 dotarł do 1/8 finału turnieju Snooker Shoot Out 2024. W tym samym miesiącu awansował do German Masters 2025, pokonując Martina O'Donnella 5-0 a także do World Open 2025.

## Występy w turniejach w karierze

### Turnieje rankingowe
| Turnieje                   | 2013/ 14      | 2014/ 15      | 2015/ 16      | 2017/ 18      | 2018/ 19      | 2019/ 20      | 2020/ 21      | 2024/ 25 | 2025/ 26 |
| -------------------------- | ------------- | ------------- | ------------- | ------------- | ------------- | ------------- | ------------- | -------- | -------- |
| Ranking                    |               | [ i ]         | [ i ]         | [ i ]         | [ i ]         | [ i ]         | [ i ]         | 71       |          |
| Championship League        | nierankingowy | nierankingowy | nierankingowy | nierankingowy | nierankingowy | nierankingowy | A             | RR       | RR       |
| Xi'an Grand Prix           | nie rozegrano | nie rozegrano | nie rozegrano | nie rozegrano | nie rozegrano | nie rozegrano | nie rozegrano | LQ       |          |
| Saudi Arabia Masters       | nie rozegrano | nie rozegrano | nie rozegrano | nie rozegrano | nie rozegrano | nie rozegrano | nie rozegrano | 3R       | 3R       |
| English Open               | nie rozegrano | nie rozegrano | nie rozegrano | A             | A             | A             | A             | LQ       |          |
| British Open               | nie rozegrano | nie rozegrano | nie rozegrano | nie rozegrano | nie rozegrano | nie rozegrano | nie rozegrano | 1R       |          |
| Wuhan Open                 | nie rozegrano | nie rozegrano | nie rozegrano | nie rozegrano | nie rozegrano | nie rozegrano | nie rozegrano | LQ       | LQ       |
| Northern Ireland Open      | nie rozegrano | nie rozegrano | nie rozegrano | A             | A             | A             | A             | LQ       |          |
| International Championship | A             | A             | A             | A             | A             | A             | NH            | LQ       |          |
| UK Championship            | A             | A             | A             | A             | A             | A             | A             | LQ       |          |
| Shoot Out                  | Non-Ranking   | Non-Ranking   | Non-Ranking   | A             | A             | A             | A             | 4R       |          |
| Scottish Open              | nie rozegrano | nie rozegrano | nie rozegrano | A             | A             | A             | A             | 1R       |          |
| German Masters             | A             | A             | A             | A             | A             | A             | A             | 1R       |          |
| Welsh Open                 | A             | A             | A             | A             | A             | A             | A             | LQ       |          |
| World Open                 | A             | nie rozegrano | nie rozegrano | A             | A             | A             | NH            | 2R       |          |
| World Grand Prix           | NH            | NR            | DNQ           | DNQ           | DNQ           | DNQ           | DNQ           | DNQ      |          |
| Players Championship       | DNQ           | DNQ           | DNQ           | DNQ           | DNQ           | DNQ           | DNQ           | DNQ      |          |
| Tour Championship          | nie rozegrano | nie rozegrano | nie rozegrano | nie rozegrano | DNQ           | DNQ           | DNQ           | DNQ      |          |
| World Championship         | A             | A             | A             | A             | A             | LQ            | A             | LQ       |          |

### Dawne turnieje rankingowe
| Turniej             | 2013/ 14      | 2014/ 15      | 2015/ 16      | 2017/ 18 | 2018/ 19 | 2019/ 20 | 2020/ 21      | 2024/ 25      |
| ------------------- | ------------- | ------------- | ------------- | -------- | -------- | -------- | ------------- | ------------- |
| Paul Hunter Classic | Minor-Ranking | Minor-Ranking | Minor-Ranking | LQ       | LQ       | NR       | nie rozegrano | nie rozegrano |
| European Masters    | nie rozegrano | nie rozegrano | nie rozegrano | A        | A        | A        | 2R            | NH            |

1. 1 2 3 4 5 6  Był amatorem.

| Legenda tabeli wyników              | Legenda tabeli wyników       | Legenda tabeli wyników                     | Legenda tabeli wyników                                                              | Legenda tabeli wyników                     | Legenda tabeli wyników                     |
| ----------------------------------- | ---------------------------- | ------------------------------------------ | ----------------------------------------------------------------------------------- | ------------------------------------------ | ------------------------------------------ |
| LQ                                  | odpadnięcie w kwalifikacjach | #R                                         | odpadnięcie we wczesnej fazie turnieju (WR = runda dzikich kart, RR = faza grupowa) | QF                                         | przegrana w ćwierćfinale                   |
| SF                                  | przegrana w półfinale        | F                                          | przegrana w finale                                                                  | W                                          | zwycięstwo                                 |
| DNQ                                 | nie zakwalifikował/a się     | A                                          | nie brał/a udziału                                                                  | WD                                         | zrezygnował/a w trakcie turnieju           |
| Legenda oznaczeń w tabelach wyników |                              |                                            |                                                                                     |                                            |                                            |
| NH / Nie roz.                       | NH / Nie roz.                | Turniej nie odbył się.                     | Turniej nie odbył się.                                                              | Turniej nie odbył się.                     | Turniej nie odbył się.                     |
| NR / Nie-rank.                      | NR / Nie-rank.               | Turniej nie był zaliczany jako rankingowy. | Turniej nie był zaliczany jako rankingowy.                                          | Turniej nie był zaliczany jako rankingowy. | Turniej nie był zaliczany jako rankingowy. |
| R / Rank.                           | R / Rank.                    | Turniej był zaliczany jako rankingowy.     | Turniej był zaliczany jako rankingowy.                                              | Turniej był zaliczany jako rankingowy.     | Turniej był zaliczany jako rankingowy.     |
| MR / Minor-Rank.                    | MR / Minor-Rank.             | Turniej był zaliczany jako minor ranking.  | Turniej był zaliczany jako minor ranking.                                           | Turniej był zaliczany jako minor ranking.  | Turniej był zaliczany jako minor ranking.  |

### Finały Pro-am: 1 (0-1)
| Rezultat  |    | Rok  | Turniej      | Przeciwnik   | Wynik |
| --------- | -- | ---- | ------------ | ------------ | ----- |
| Finalista | 1. | 2024 | Belgian Open | Joe O'Connor | 2–4   |

### Finały amatorskie: 8 (5-3)
| Rezultat  |    | Rok  | Turniej                                      | Przeciwnik         | Wynik |
| --------- | -- | ---- | -------------------------------------------- | ------------------ | ----- |
| Zwycięzca | 1. | 2019 | World Open Under-16 Snooker Championships    | Bulcsú Révész      | 4–2   |
| Zwycięzca | 2. | 2020 | Mistrzostwa Polski w snookerze               | Mateusz Baranowski | 6–4   |
| Finalista | 1. | 2022 | IBSF World Under-18 Snooker Championship     | Liam Davies        | 3–4   |
| Finalista | 2. | 2022 | IBSF World Under-21 Snooker Championship     | Liam Davies        | 1–5   |
| Zwycięzca | 3. | 2023 | Mistrzostwa Polski w snookerze (2)           | Mateusz Baranowski | 5–2   |
| Zwycięzca | 4. | 2023 | Q Tour – Event 4                             | Rory McLeod        | 5–3   |
| Zwycięzca | 5. | 2024 | Mistrzostwa Polski w snookerze (3)           | Mateusz Baranowski | 5–1   |
| Finalista | 3. | 2024 | EBSA European Under-21 Snooker Championships | Liam Davies        | 3–5   |

### Finały drużynowe: 2 (2-0)
| Rezultat  |    | Rok  | Turniej                                 | Zespół/Partner              | Przeciwnicy                             | Wynik |
| --------- | -- | ---- | --------------------------------------- | --------------------------- | --------------------------------------- | ----- |
| Zwycięzca | 1. | 2022 | European Team Snooker Championships     | Polska 1 Mateusz Baranowski | Belgia 1 Julien Leclercq Kevin Hanssens | 5–3   |
| Zwycięzca | 2. | 2023 | European Team Snooker Championships (2) | Polska 1 Mateusz Baranowski | Izrael Szachar Ruberg Eden Szaraw       | 5–4   |